# Định Đào
Định Đào (tiếng Trung: 定陶区; bính âm: Dìngtáo qū) là một quận của địa cấp thị Hà Trạch, tỉnh Sơn Đông, Trung Quốc. Được thành lập tháng 2/2016 trên cơ sở huyện Định Đào.

### Trấn
| - Định Đào (定陶镇) - Trần Tập (陈集镇) - Nhiễm Cố (冉固镇) - Trương Loan (张湾镇) | - Hoàng Điếm (黄店镇) - Mạnh Hải (孟海镇) - Mã Tập (马集镇) |

### Hương
- Phỏng Sơn (仿山乡)
- Nam Vương Điếm (南王店乡)
- Bán Đê (半堤乡)
- Đỗ Đường (杜堂乡)